# Максумов, Музафар Нусратуллаевич
Музафар Нусратуллаевич Максумов (18 мая 1937, Москва — 19 сентября 2013, Душанбе) — советский таджикский ученый-астрофизик, доктор физико-математических наук, научный сотрудник (1970—2010) и директор (1977—1992) Института астрофизики АН РТ.
Член-корреспондент Академии наук Республики Таджикистан (АН РТ) (1993). Большая часть исследований относится к звездной динамике и её приложениям к физике галактик. Статьи по звездной динамике, по внегалактической астрономии, физике метеоров, о научной деятельности Института астрофизики АН РТ, персоналии.
Брат — Максумов, Акбар Нусратуллаевич.

## Биография
Окончил физический факультет Московского государственного университета по специальности физик в 1961 г.
Степень кандидата физико-математических наук получил в 1967 г. в Таджикском государственном университете им. В. И. Ленина, как соискатель, под руководством Л. С. Марочника.
Степень доктора физико-математических наук присуждена ВАК СССР в феврале 1988 г. на основе публичной защиты диссертации в Ленинградском госуниверситете 15 окт.1987 г.
Старший научный сотрудник (снс) по специальности «астрофизика» (1970).
Заведующий Отделом структуры и динамики звездных систем Института астрофизики АН РТ (1970—2010 г.г.). В 1977—1992 г.г. — директор Института астрофизики АН РТ.
Общее число научных публикаций — 60.